# Hatsukoi no Kakera
Singles de THE Possible
Young Days!!
(2006) Shushoku = Gohan no Uta
(2007)
Hatsukoi no Kakera (初恋のカケラ) est le 2e single indépendant du groupe féminin de J-pop THE Possible, sorti en 2006 dans le cadre du Hello! Project.

## Présentation
Le single sort le 10 décembre 2006 au Japon sous le label indépendant Good Factory Record de TNX, écrit (face A) et produit par Tsunku. Il atteint la 111e place du classement de l'Oricon. Il se vend à 1 135 exemplaires la première semaine, et reste classé pendant 2 semaines pour un total de 2 002 exemplaires vendus. Il sort également un mois plus tard en format "single V" (DVD).
La chanson-titre du single est utilisée comme thème de fin d'une émission télévisée, et figurera sur le mini album indépendant du groupe, 1 Be Possible! de 2007, puis sur son premier album Kyūkyoku no The Possible Best Number Shō 1 de 2008 ; elle sera reprise en solo par Yurika Akiyama en 2011 sur l'album 6 Nenme Shido Kinen Mini Album 6 Nenme Start! de THE Possible.
La chanson en "face B" est une reprise du titre Anata ni Muchū (en) du premier single du groupe Candies sorti en 1973.

## Liste des titres
| 1. | Hatsukoi no Kakera (初恋のカケラ)                   | Tsunku          | Tsunku / Yuichi Takahashi         | 4:33 |
| 2. | Anata ni Muchū (あなたに夢中)                       | Michio Yamagami | Kouichi Morita / Yuichi Takahashi | 3:09 |
| 3. | Hatsukoi no Kakera (Instrumental) (初恋のカケラ...) |                 | Tsunku / Yuichi Takahashi         | 4:33 |
| 4. | Anata ni Muchū (Instrumental) (あなたに夢中...)     |                 | Kouichi Morita / Yuichi Takahashi | 3:07 |

| 1. | Hatsukoi no Kakera (初恋のカケラ)                                         |  |
| 2. | Anata ni Muchū (Photo and Music Show) (あなたに夢中 (PHOTO & MUSIC SHOW)) |  |
| 3. | Hatsukoi no Kakera (Making Eizo) (初恋のカケラ (メイキング映像))          |  |
| 4. | Hatsukoi no Kakera (Captioned) (初恋のカケラ (歌詞あり))                  |  |